# Марва Ельселегдар
Марва Ельселегдар (іноді Ель-Селегдар, Ельселехдар) — перша єгипетська жінка — капітан корабля. У 2013 році вона закінчила Арабську академію науки, технологій та морського транспорту, перша випускниця факультету морського транспорту та технологій, а станом на квітень 2021 року має звання першого помічника капітана корабля Aida IV.

## Біографія
Народилася в Єгипті у 1991/1992 (вік 32–33), і має брата. Марва та її брат поступили в Арабську академію науки, технологій та морського транспорту (AASTMT), Марва — на факультет міжнародного транспорту та логістики, брат — на факультет морського транспорту та технологій, на який на той час приймали лише чоловіків. Пізніше вона подала заявку на факультет морського транспорту і технологій, і після її схвалення президентом Єгипту Хосні Мубараком Марві було надано дозвіл на навчання. Ставши єдиною жінкою серед 1200 студентів вона стикалася з сексизмом, проте закінчила навчання у 2013 році і пізніше дослужилася до рангу першого помічника капітана. 
Марва Ельселегдар стала першою жінкою-капітаном корабля в Єгипті, яка провела судно у 2015 році через розширений Суецький канал. Вона також була наймолодшою серед капітанів, які це здійснили. У 2017 році її відзначив президент Абдель Фаттах ель-Сісі під час святкування Дня жінок в Єгипті. Вона складатиме свій останній іспит на звання капітана у травні 2021 року  
Марва також має ступінь магістра ділового адміністрування Кардіффського столичного університету. 

## Чутки про причетність до аварії Ever Given
Коли судно Ever Given спричинило блокаду Суецького каналу в 2021 році, соціальні мережі розповсюдили чутки про те, що вона є капітаном та відповідальною за інцидент. Однак у той час вона була першим помічником капітана корабля Aida IV, який знаходився за сотні миль звідти, у Олександрії. Aida IV — єгипетське судно з морської безпеки, яке виконує місію постачання маяка на Червоному морі та є тренувальним судном для курсантів AASTMT.